# 天主教雷焦艾米利亞-瓜斯塔拉教區
天主教雷焦艾米利亞-瓜斯塔拉教區（拉丁語：Dioecesis Regiensis in Aemilia-Guastallensis），是義大利一個天主教教區。屬摩德納-諾南托拉總教區。
教區包括雷焦艾米利亞省大部（羅洛除外）以及摩德納省西部。2010年有教友504,133人，佔總人口96.4%。有318個堂區、司鐸317名。現任教區主教為馬西莫·卡米薩斯卡。

## 歷史
雷焦艾米利亞教區傳統上被認為是在1世紀成立，第一位有文獻記載的主教出現於451年，他參加了米蘭的宗教會議。原屬米蘭總教區，7世紀末起屬拉韋納總教區。此後直屬聖座。1582年12月10日後屬博洛尼亞總教區。
12世紀起瓜斯塔就由不屬雷焦艾米利亞教區管轄，而由本篤會修士管轄，1471年成為獨立的總鐸區。1585年11月5日降為獨立的隱修院，屬米蘭總教區。1773年9月17日直屬教廷，1828年9月18日升為教區。1855年8月22日起屬摩德納總教區。
1973年2月10日起兩教區由同一主教牧養。1986年9月30日兩個教區合併並易名至今。